# OXA
OXA er kystradiostationen på Flådestation Holmen, og er Danmarks ældste.
I 1908 opførte Orlogsværftet på Frederiksholm, Holmen, en bygning, som skulle rumme Danmarks første egentlige kystradiostation, med kaldesignalet OXA. Radiostationen, som blev udvidet i 1915, betjente såvel flåden som handelsflåden indtil slutningen af 1940'erne, og bygningen anses for at være et vidnesbyrd om, og et enestående monument for, den trådløse kommunikations pionertid.
Den nedlagte radiostation blev i 2003 flyttet fra Frederiksholm til Nyholm, lige bag Frederik 5.´s Mastekran, og genindviet som museum for Danmarks ældste kystradiostation.
Historisk kom senere kystradiostationerne OXB Blåvand Radio, OXZ Lyngby Radio, OXP Skagen Radio og OYE Rønne Radio.
OXA er nu indviet som museum på Nyholm.
I søværnets gamle arresthus fandt man en gammel forstærker af mærket Skovmand & Pedersen fra omkring 1917-1918.
Den var forsynet med 3 radiorør af mærket Skovmand & Pedersen.
Radiorørene stammede fra Lee De Forest (1873-1961).
Pedersen blev senere kendt som M. P. Pedersen fabrikant af maritimt radioudstyr.